# وجر (حجة)
وجر هي إحدى قرى الجمهورية اليمنية. تتبع جغرافيا لمحافظة حجة وإداريًا لمديرية المغربة. يبلغ تعداد سكانها 1435 نسمة حسب الإحصاء الذي جرى عام 2004.